# Piero Monico
Piero Monico (Vicenza, 1899 – Venezia, 14 giugno 1964) è stato un avvocato italiano, politico, commissario del CLN e  assessore alle Belle Arti del Comune di Venezia, amministratore della Fondazione Querini Stampalia dal 1945 al 1964. Affidò la ristrutturazione della sede a Carlo Scarpa..

## Biografia
Piero Monico, dell'omonima famiglia veneziana originaria di Riese, pronipote di Giuseppe e Jacopo Monico, padre della scrittrice Alda Monico e nonno di Francesco Monico educatore e filosofo, nasce a Vicenza nel 1899 ma ben presto si trasferisce a Venezia dove vive fino alla morte avvenuta il 14 giugno 1964. Da ragazzo del '99 all'età di 17 anni prende parte alla prima guerra mondiale, qui entra in contatto con le idee socialiste e vi aderisce. 
Dopo la guerra, laureatosi in Giurisprudenza, prende le distanze dal massimalismo socialista aderendo alla linea riformista di Filippo Turati e diventa un animatore dei circoli politici veneziani e del Veneto. È quindi arrestato e condannato dal Governo fascista, si dà quindi alla clandestinità partecipando attivamente alla resistenza in qualità di responsabile politico del CLN per il Veneto. Subito dopo la liberazione il 1 giugno 1945, viene nominato assessore alle Belle Arti nella giunta Ponti del Comune di Venezia, la prima giunta del Comune, e nominato dal CLN veneto commissario della Querini Stampalia, amministradola dal 1945 sino alla sua morte nel 1964.
Monico ricopre molte cariche professionali, è membro dell'Unione delle Curie, membro influente del Consiglio dell'Ordine degli avvocati di Venezia, magistrato amministrativo nella Giunta provinciale di Venezia. Per tutta la vita è nel Consiglio di presidenza della Fondazione Querini Stampalia e contribuisce in prima persona al progetto di restauro dell'architetto Carlo Scarpa portando il progetto fino all'inaugurazione il 26 giugno 1963.  Suo è anche il progetto di far costruire all'architetto americano Frank Lloyd Wright un palazzetto a Venezia. 
Nella sua casa veneziana frequentata dai Matteotti e da esponenti della cultura veneta e nazionale la domenica pomeriggio si teneva un salotto letterario animato dalla moglie Rosita Monico simile a quello di Maria Bellonci, una sorta di premio strega locale. 
Monico ha anche partecipato al governo del Gran Teatro La Fenice di Venezia sia come membro del Consiglio di direzione sia offrendo i suoi servigi legali. Nel 2015 la Querini Stampalia gli ha dedicato un libro e ha intitolato a suo nome una sala della biblioteca.